# 第270步兵師 (德國國防軍)
德國國防軍陸軍第270步兵師（德語：270. Infanterie-Division）是納粹德國國防軍陸軍的一個步兵師。該師原訂於1940年5月組建，但法國戰役的勝利並沒有成事。該師最終於1942年4月組建。
該師組建後，一直在挪威駐紮防守。
該師最後於1945年5月解散。

## 註腳
1. ↑  Mitcham（2007年）